# Volvo 960
Volvo 960 – samochód osobowy klasy średniej-wyższej produkowany przez szwedzką markę Volvo w latach 1990 – 1998. 

## Historia i opis modelu

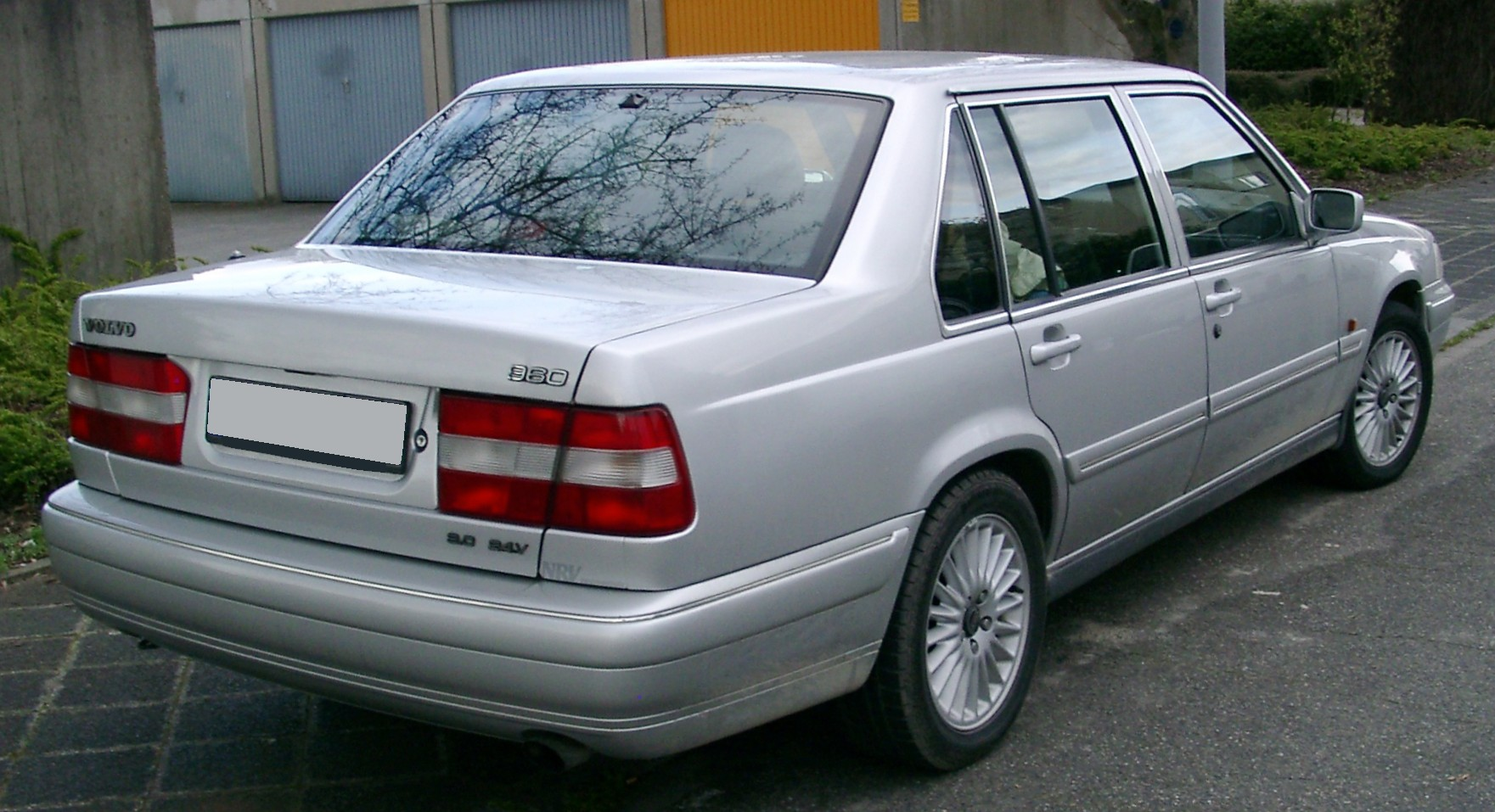
Volvo 960 - tył

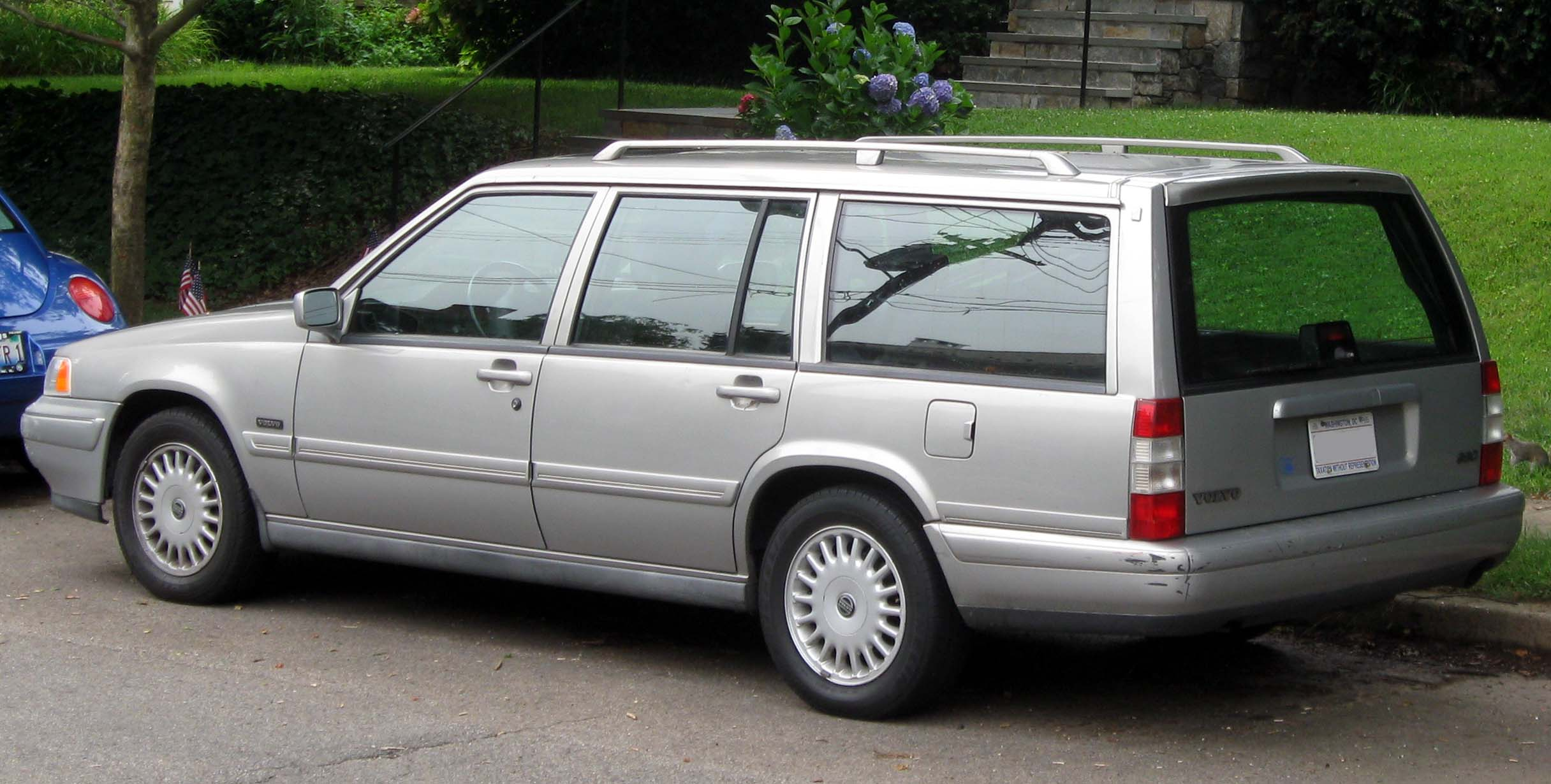
Volvo 960 Kombi

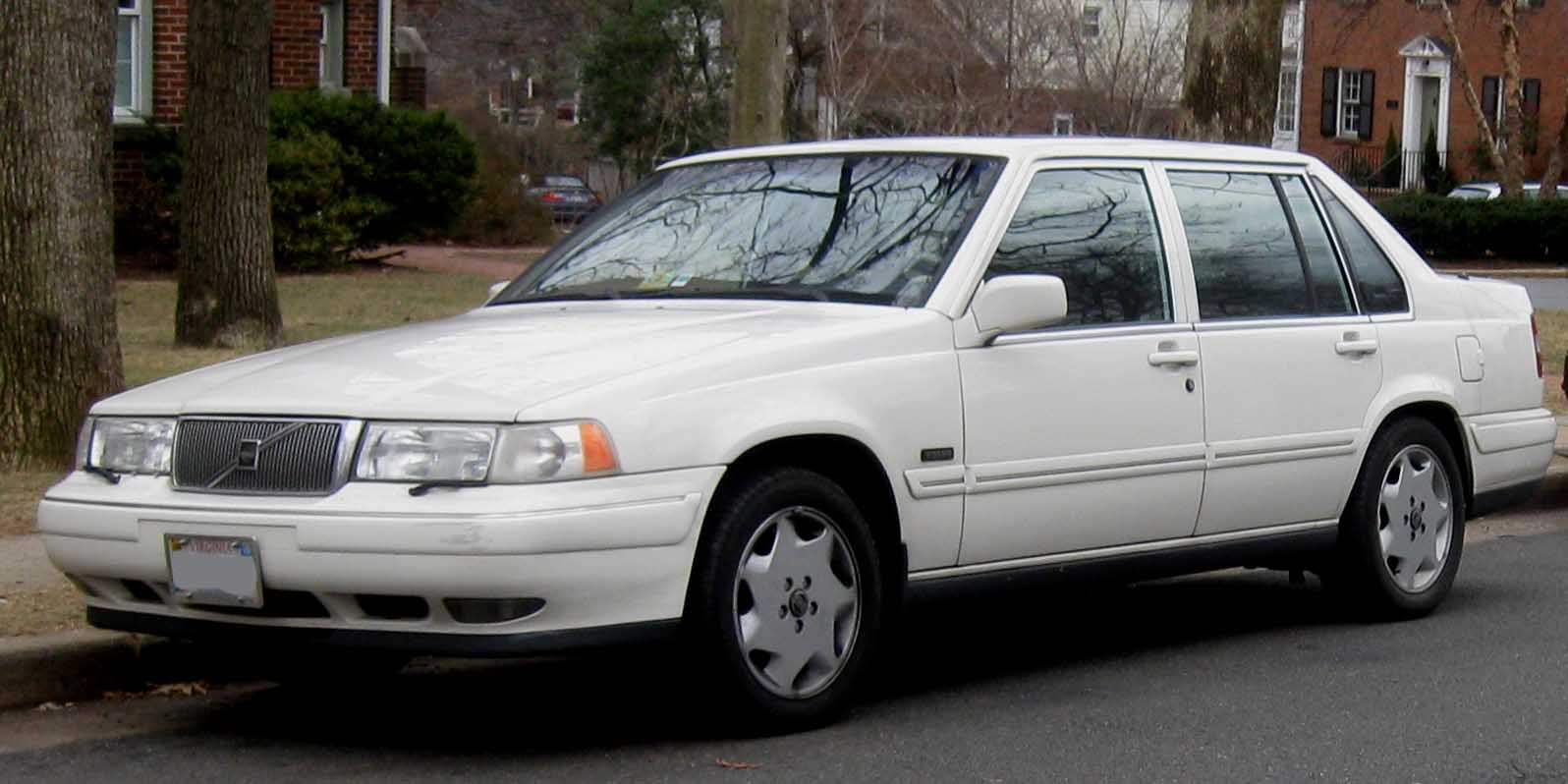
Volvo S90

Konstrukcyjnie i stylistycznie, pojazd bazuje na swoim poprzedniku, modelu 760. Auto zostało zaprojektowane przez Petera Horbury.

### Lifting i późniejsza zmiana nazwy
W 1994 roku samochód przeszedł face lifting. Zmieniono m.in. pas przedni pojazdu, który wyróżnia się chromowaną atrapą chłodnicy, węższymi i dłuższymi reflektorami oraz bogatszym wyposażeniem. 
W 1996 roku zmieniono nazwę modelu na "S90" dla wersji sedan oraz "V90" dla kombi. Pod koniec 2015 roku powrócono do nazw S90 i V90.

### Wyposażenie
Samochód wyposażony mógł być m.in. w elektryczne sterowanie szyb, elektryczne sterowanie lusterek, radio, klimatyzację automatyczną, tempomat, skórzaną tapicerkę, podgrzewane przednie fotele, elektrycznie sterowane okno dachowe, 2 poduszki powietrzne, boczne poduszki powietrzne, ABS, czujniki cofania, system SIPS oraz światła przeciwmgłowe, a także czterodyszowy układ spryskiwaczy przedniej szyby oraz spryskiwacze i wycieraczki reflektorów.
| wersja           | Lata produkcji | Układ rozrządu | Moc    | Prędkość maksymalna | Przyspieszenie 0 - 100 km/h | Moment obrotowy            | Układ zasilania  | Zużycie paliwa - Cykl miejski | Zużycie paliwa - Cykl pozamiejski |
| ---------------- | -------------- | -------------- | ------ | ------------------- | --------------------------- | -------------------------- | ---------------- | ----------------------------- | --------------------------------- |
| R4 2.0 16V Turbo | 1990-1994      | DOHC           | 190 KM | 210 Km/H            | b.d.                        | 280 Nm przy 2950 obr./min. | Bosch L-Jetronic | 15l/100Km                     | 9l/100Km                          |
| R6 2.5 24V       | 1994-1996      | DOHC           | 170 KM | 210 km/h            | 9.9 s                       | 230 Nm przy 4400 obr./min. | Bosch Motronic   | 10.5 l/100 km (cykl mieszany) | 10.5 l/100 km (cykl mieszany)     |
| R6 2.9 24V       | 1990-1994      | DOHC           | 204 KM | 210 km/h            | 9.3 s                       | 267 Nm przy 4300 obr./min. | Bosch Motronic   | 11.1 l/100 km (cykl mieszany) | 11.1 l/100 km (cykl mieszany)     |

| Wersja              | Lata produkcji | Układ rozrządu | Moc    | Prędkość maksymalna | Przyspieszenie 0 - 100 km/h | Moment obrotowy            | Układ zasilania | Zużycie paliwa - Cykl miejski | Zużycie paliwa - Cykl pozamiejski |
| ------------------- | -------------- | -------------- | ------ | ------------------- | --------------------------- | -------------------------- | --------------- | ----------------------------- | --------------------------------- |
| R6 2.4 tic (d24tic) | 1990-1994      | b.d.           | 122 KM | 180 km/h            | b.d.                        | 235 Nm przy 2400 obr./min. | b.d.            | 11 l/100 km                   | 7 l/100 km                        |